# Bolsward
Bolsward (vestfrisisk: Boalsert) er en by i kommunen Súdwest-Fryslân i provinsen Frisland i Nederlandene. 
Indtil 31. december 2010 var byen en selvstændig kommune. Kommunens totale areal udgjorde 9,42 km2 (hvoraf 0,31 km2 var vand) og dens indbyggertal udgjorde 9.430 indbyggere (2005).